# 옥곡면
옥곡면(玉谷面)은 대한민국 전라남도 광양시의 면이다.

## 개요
옥곡면은 남해고속도로, 경전선철도, 국가지원 지방도 등이 통과하고 있는 사통팔달의 교통의 요충지로서 발전의 잠재력이 무한하고, 넓은 평야지대와 공단의 조성으로 농업과 공업이 균형적으로 발전하고 있는 지역이다.

## 행정 구역
- 대죽리
- 묵백리
- 선유리
- 수평리
- 신금리
- 원월리
- 장동리

## 아파트
| 단지명                      | 건설사         | 시행사         | 주소                   | 입주       | 비고 |
| --------------------------- | -------------- | -------------- | ---------------------- | ---------- | ---- |
| 덕진 광양의 봄 프리미엄 2차 | 덕진종합건설㈜ | 덕진종합건설㈜ | 광영의암2로 2 (신금리) | 2021년 2월 |      |

## 교육
- 옥곡초등학교 (원월리)
- 옥곡중학교 (묵백리)